# Mamoun Fansa

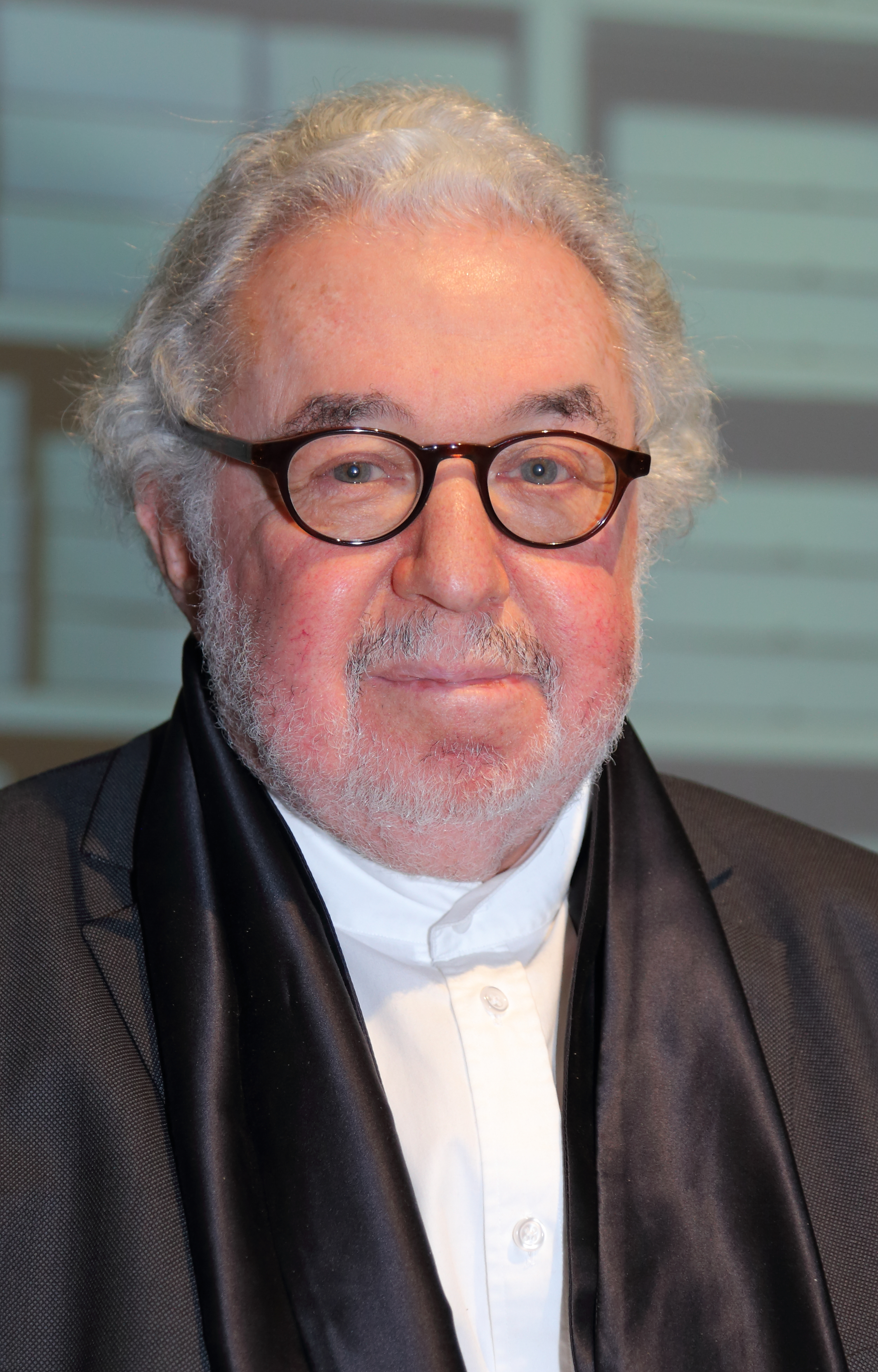
Mamoun Fansa, 2015

Mamoun Fansa (* 27. August 1946 in Aleppo) ist ein syrischer Prähistoriker und Museumsdirektor, der in Deutschland lebt und arbeitet.

## Leben und Wirken
Mamoun Fansa entstammt einer Aleppiner Kaufmannsfamilie, die traditionell in der Seifenproduktion tätig war. Um nicht am Krieg gegen Israel teilnehmen zu müssen, verließ Fansa 1967 Syrien mit gefälschten Papieren Richtung Deutschland. Deshalb wurde er für längere Zeit mit einem Einreiseverbot in Syrien belegt. Er studierte an der Fachhochschule für Kunst und Design in Hannover zunächst Produktdesign, anschließend Vor- und Frühgeschichte an der Universität Hannover und der Georg-August-Universität Göttingen. 1979 wurde er in Hannover mit der Arbeit Die Keramik der Trichterbecherkultur aus den Megalith- und Flachgräbern des oldenburgischen Raumes promoviert. Nach dem Studium wurde Fansa Mitarbeiter am Institut für Denkmalpflege in Hannover. Von 1995 bis 2011 war Fansa Direktor des Landesmuseums für Natur und Mensch in Oldenburg, an dem er schon vorher seit 1987 als Oberkustos an der vorgeschichtlichen Abteilung tätig gewesen war. Als Direktor gestaltete er das Museum von einem Naturkundemuseum zu einem  interdisziplinären Museum an der Schnittstelle zwischen Naturwissenschaft, Kulturgeschichte und Archäologie um. Fansa ist Honorarprofessor für Geschichte an der Universität Oldenburg. Von 2011 bis 2016 war Fansa ehrenamtlich Vorsitzender des Trägervereins des Berliner Museumsdorfes Düppel.
Fansa initiierte eine überaus erfolgreiche Wanderausstellung zur Experimentellen Archäologie, die über 14 Jahre lang in mehr als 30 europäischen Museen gezeigt wurde. Am Museum in Oldenburg war er zudem für weitere große Ausstellungen etwa zu Friedrich II. und T. E. Lawrence zuständig. Fansa war ebenfalls Initiator und Gründer der Europäischen Vereinigung zur Förderung der Experimentellen Archäologie und bis 2008 deren Vorsitzender. Seit 2016 ist er Mitglied des Deutschen Archäologischen Instituts.
Mamoun Fansa ist der Vater von Jonas Fansa, der Direktor und Vorstand der Stiftung Zentral- und Landesbibliothek Berlin ist.

## Schriften
- Die Keramik der Trichterbecherkultur aus den Megalith- und Flachgräbern des oldenburgischen Raumes (= Göttinger Schriften zur Vor- und Frühgeschichte. 20). Wachholtz, Neumünster 1982, ISBN 3-529-01520-2.
- mit Martin Claus: Palithi. Die Keramik der jüngeren Eisenzeit, der römischen Kaiserzeit und des Mittelalters aus dem Pfalzbereich von Pöhlde (Stadt Herzberg am Harz, Landkreis Osterode am Harz) (= Materialhefte zur Ur- und Frühgeschichte Niedersachsens. 18). Lax, Hildesheim 1983, ISBN 3-7848-1518-9.
- als Herausgeber: Experimentelle Archäologie. Band 1991–2001 (2002), ZDB-ID 1427637-9.
- Großsteingräber zwischen Weser und Ems. Isensee, Oldenburg 1992, ISBN 3-89442-118-5 (mehrere Auflagen).
- als Herausgeber: Moorarchäologie in Nordwest-Europa. (Gedenkschrift für Dr. h. c. Hajo Hayen). Sonderdruck der Oldenburgischen Landschaft. Isensee, Oldenburg 1993, ISBN 3-89442-141-X.
- als Herausgeber: Experimentelle Archäologie in Europa. Band 1–*, 2002–*, ZDB-ID 2108386-1.
- als Herausgeber: Ex oriente lux? Wege zur neuzeitlichen Wissenschaft. Begleitband zur Sonderausstellung „Ex oriente lux? Wege zur neuzeitlichen Wissenschaft“ im Augusteum Oldenburg (= Schriftenreihe des Landesmuseums für Natur und Mensch. 70). von Zabern, Mainz 2009, ISBN 978-3-8053-4075-5.
- als Herausgeber: Aleppo. Ein Krieg zerstört Weltkulturerbe. Geschichte, Gegenwart, Perspektiven. Nünnerich-Asmus, Mainz 2013, ISBN 978-3-943904-25-3.
- als Herausgeber: Aleppo literarisch. Gedichte, Geschichten, Sprüche. Nünnerich-Asmus, Mainz 2018, ISBN 978-3-945751-80-0.